# Union Valley (Texas, Hunt megye)
Union Valley város az USA Texas államában, Hunt megyében. Lakosainak száma 370 fő (2020. április 1.).

## Népesség
A település népességének változása:

| 2010 | 307 |
| 2020 | 370 |